# Выборны, Давид
Да́вид Вы́борны (или Виборни, чеш. David Výborný; род. 22 января 1975, Йиглава, Южноморавский край) — бывший чешский хоккеист, правый крайний нападающий. В настоящее время является менеджером клуба «Млада Болеслав». Пятикратный чемпион мира, бронзовый призёр Олимпийских игр 2006 года. Сын хоккеиста и хоккейного тренера Франтишека Выборны.
На драфте НХЛ 1993 года был выбран во 2-м раунде под общим 33-м номером командой «Эдмонтон Ойлерз». Однако первый сезон в НХЛ провёл только в сезоне 2000/01 в составе «Коламбус Блю Джекетс».

## Достижения
- Чемпион мира 1996, 1999, 2000, 2001, 2005
- Серебряный призёр чемпионата мира 2006
- Бронзовый призёр чемпионата мира 1997, 1998
- Бронзовый призёр Олимпиады 2006
- Чемпион Чехословакии 1993
- Чемпион Чехии 2000
- Бронзовый призёр чемпионата Чехии 1996, 1997
- Чемпион Европы среди юниоров (до 18 лет) 1992
- Бронзовый призёр чемпионата Европы среди юниоров (до 18 лет) 1993
- Бронзовый призёр молодёжного чемпионата мира (до 20 лет) 1993
- Лучший снайпер плей-офф чемпионата Чехии 1997
- Лучший бомбардир и ассистент чемпионата Чехии 1999
- Лучший бомбардир плей-офф чемпионата Чехии 2000

## Статистика
```
 
                                            --- Regular Season ---  ---- Playoffs ----
Season   Team                        Lge    GP    G    A  Pts  PIM  GP   G   A Pts PIM
--------------------------------------------------------------------------------------
1990-91  Sparta Praha                Czech   3    0    0    0    0
1992-93  Sparta Praha                Czech  52   20   24   44    0
1993-94  Sparta Praha                Czech  51   19   27   46    0
1994-95  Cape Breton Oilers          AHL    76   23   38   61   30  --  --  --  --  --
1995-96  Sparta Praha                Czech  40   12   30   42   32  12   7   6  13  10
1996-97  Sparta Praha                Czech  47   20   29   49   14  10   7   7  14   6
1997-98  Modo Hockey Ornskoldsvik    SEL    45   16   21   37   34
1998-99  Sparta Praha                Czech  52   24   46   70   22   8   1   3   4   0
1999-00  Sparta Praha                Czech  50   25   38   63   30   9   3   8  11   4
2000-01  Columbus Blue Jackets       NHL    79   13   19   32   22  --  --  --  --  --
2001-02  Columbus Blue Jackets       NHL    75   13   18   31    6  --  --  --  --  --
2002-03  Columbus Blue Jackets       NHL    79   20   26   46   16  --  --  --  --  --
2003-04  Columbus Blue Jackets       NHL    82   22   31   53   40  --  --  --  --  --
2004-05  Sparta Praha                Czech  51   12   34   46   10   5   2   5   7   4
2005-06  Columbus Blue Jackets       NHL    80   22   43   65   50  --  --  --  --  --
2006-07  Columbus Blue Jackets       NHL    82   16   48   64   60  --  --  --  --  --
2007-08  Columbus Blue Jackets       NHL    66    7   19   26   34  --  --  --  --  --
2008-09  Sparta Praha                Czech  52   15   28   43   14  11   8   4  12   4
2009-10  Sparta Praha                Czech  51    8   32   40   49   7   1   2   3   4
2010-11  Sparta Praha                Czech  49    8    9   17   24  --  --  --  --  --
2011-12  Mlada Boleslav BK           Czech  41    8   22   30   22  --  --  --  --  --
2012-13  Mlada Boleslav BK          Czech2  50   17   37   54   30  10   3   9  12  25
2013-14  Mlada Boleslav BK           Czech
--------------------------------------------------------------------------------------
         NHL Totals                        543  113  204  317  228

```